# 沖縄県道184号北大東港線
沖縄県道184号北大東港線（おきなわけんどう184ごう きただいとうこうせん）は、沖縄県島尻郡北大東村中野と港の北大東港とを結ぶ一般県道。

## 概要
- 起点：島尻郡北大東村字中野（公式には北大東村役場だが、実際はやや東）
- 終点：島尻郡北大東村字港（北大東港西地区）
- 総延長：2.22km（実延長も同じ）

## 通過自治体
- 島尻郡北大東村（北大東島）

## 沿線施設等
- 北大東村役場（北大東村中野）
- 北大東中・小学校（北大東村中野）
- 北大東郵便局（北大東村港）
- 北大東港（西地区、終点）

## 歴史
- 1953年（昭和28年）：琉球政府道北大東北大東港線として指定（のちに政府道北大東港線に）。
- 1972年（昭和47年）：本土復帰と同時に県道となった。

## ギャラリー

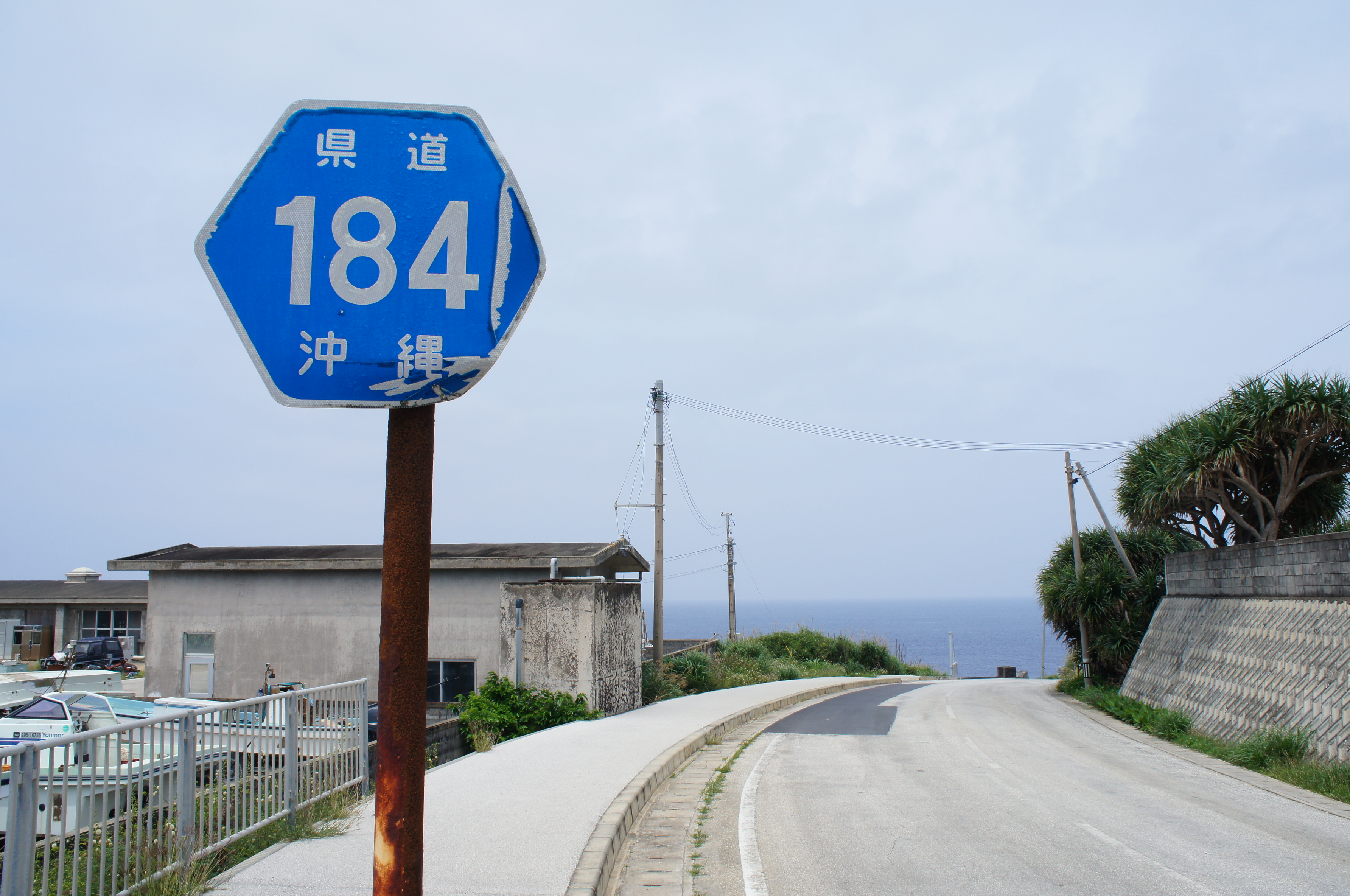
県道184号線の標識と県道。港地区付近にて。（2012年）
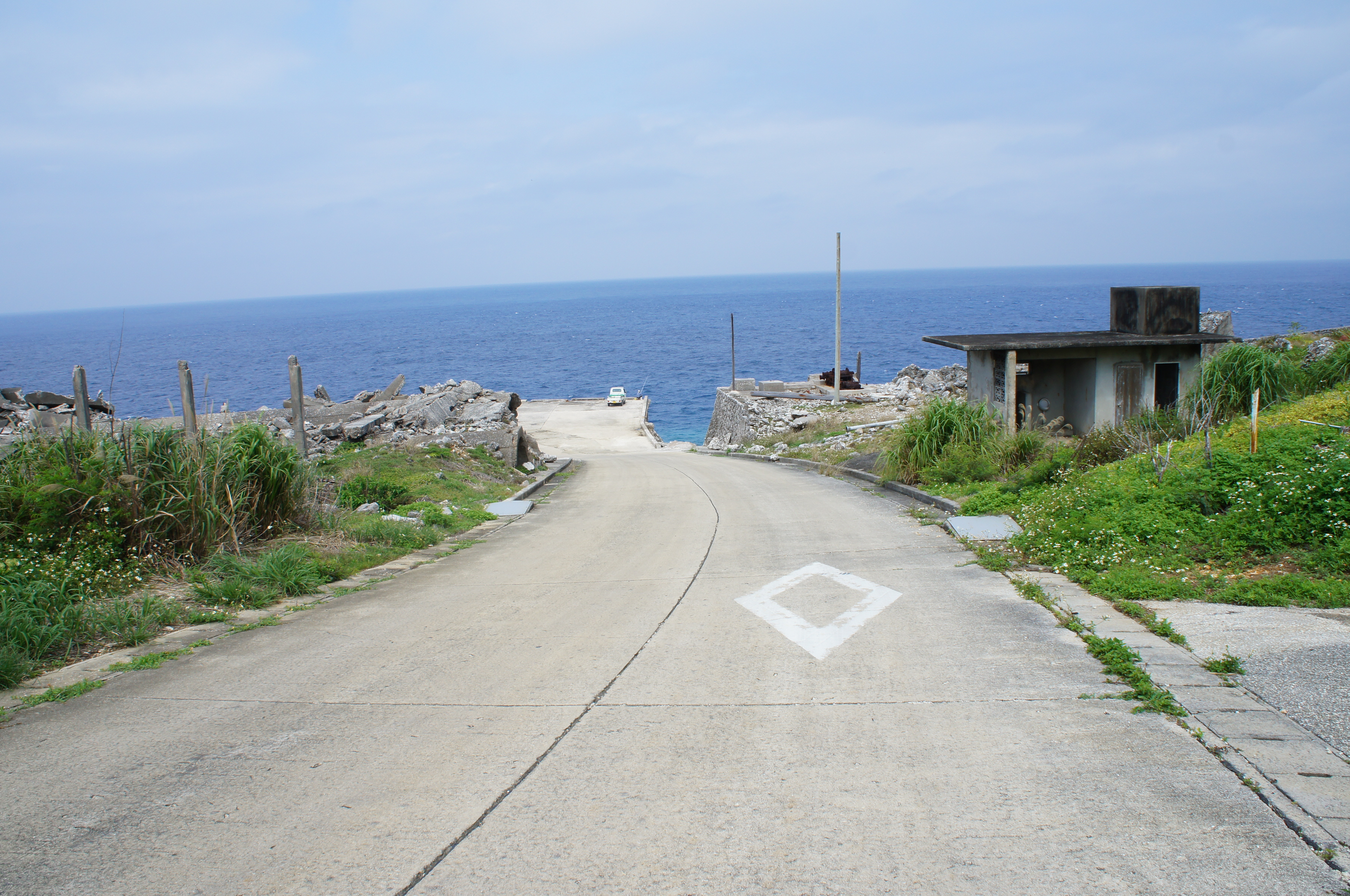
県道終点部と西港。（2012年）
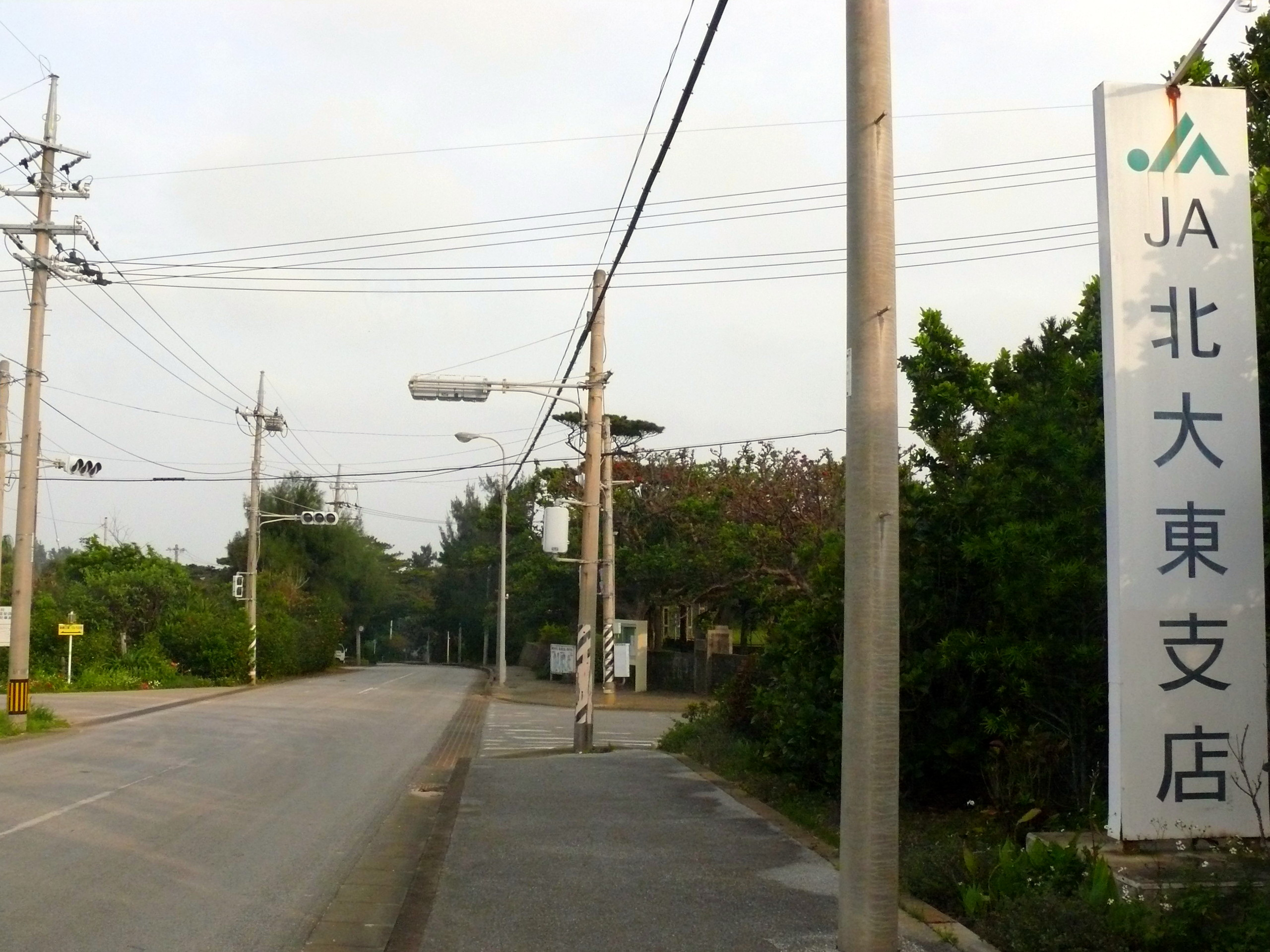
県道184号線と北大東村唯一の交通信号機。中野地区にて。（2012年）